# El Dorado (televisieserie)
El Dorado is een Amerikaanse televisieserie uit 2010. De serie werd in Nederland voor het eerst uitgezonden op 29 juni 2011 door RTL 7.

## Plot
De archeoloog Jack Wilder begint aan een lange reis op zoek naar de legendarische stad van goud, El Dorado, dat diep verborgen zou liggen in Peru. Vanaf zijn aankomst in Peru wordt hij achterna gezeten door huurling Sam Grissom en later opgepakt door het corrupte leger van Peru. Hij wordt echter gered en herenigd met zijn ex-geliefde Maria, met wie hij vervolgens een zeer hinderlijke en gevaarlijke tocht door de jungle moet doorstaan.

## Rolverdeling
| Acteur              | Personage      | Opmerkingen |
| ------------------- | -------------- | ----------- |
| Shane West          | Jack Wilder    |             |
| Luke Goss           | Sam Grissom    |             |
| Natalie Martinez    | Maria Martinez |             |
| Elden Henson        | Gordon Reyes   |             |
| Julio Oscar Mechoso | Luis Mata      |             |
| Vanessa Saba        | Lupe Guzman    |             |
| Giovanni Ciccia     | Quintero       |             |
| Hernán Romero       |                |             |
| Cecilia Brozovich   |                |             |
| Rómulo Assereto     |                |             |
| Nidia Bermejo       |                |             |
| Gustavo Mayer       |                |             |
| Andrés Jochamowitz  |                | [ 1 ]       |
| Baldomero Cáceres   |                | [ 2 ]       |